# チャールズ・レオ・ヒッチコック
チャールズ・レオ・ヒッチコック（Charles Leo Hitchcock、1902年4月23日 - 1986年2月3日）はアメリカ合衆国の植物学者である。
カリフォルニア州のニューホールに生まれた。同州のポモナ・カレッジで植物学と動物学を学び、1927年に学士号を取得した後、Philip A. Munzのもとでさらに2年間研究を行い、サンジソウ属の分類学的研究で修士号を取得した。ミズーリ州のミズーリ植物園およびセントルイス・ワシントン大学へ研究の拠点を移し、Jesse More Greenmanの指導のもと、1931年にクコ属の分類学的研究で博士号を取得した。その後1年間、ポモナ・カレッジで植物学・遺伝学コースの講師を務め、1932年からモンタナ大学で教育と分類学研究に従事した。1937年にワシントン大学に移り、以後35年にわたり同大学で植物学の教授やハーバリウムの館長を務めた。その間の1942年から1962年の20年間、学部長として手腕を発揮した。1972年の退職後も、名誉教授として数年間活動を続けた。1975年にはモンタナ大学から名誉博士号を授与され、1984年にはその研究業績と大学への先見的貢献を称え、ワシントン大学の生物科学用の新棟が「C. Leo Hitchcock Hall」と名付けられた。1986年2月3日に83歳で死去。
維管束植物の分類学者としてサンジソウ属、クコ属、イヌナズナ属、マメグンバイナズナ属などの複数の属のモノグラフを執筆した。特に1955年から1969年の間にアーサー・クロンキスト、 Francis Marion Ownbey、John Walter Thomsonとともに編纂した5巻からなる"Vascular Plants of the Pacific Northwest"（「北西太平洋岸の維管束植物」）がよく知られている。1973年にはクロンキストとともに先述の著書の短縮版で1巻からなるフィールドマニュアルである"Flora of the Pacific Northwest"（「北西太平洋岸の植物」）を出版した。非常に熱心な植物の収集家であり、Clarence Muhlickの助力のもと25000点以上収集していた。標本の多くは様々なハーバリウムへと分配されている。ワシントン大学のMelinda Fay Dentonは、研究者としてだけでなく優れた教師であり、多くの講座や夏のフィールド調査における伝説的なリーダーであったと評している。